# Вишевце
Вишевце је насељено место града Врања у Пчињском округу. Према попису из 2022. било је 72 становника (према попису из 1991. било је 158 становника.

## Положај
Вишевце се налази на левој страни Барбарушинске реке и на обема странама а у изворишту Вишевске реке.Лева страна Вишевске реке је већим делом под шумом, највише под високим буквама.Куће се на тим странама једва и виде.Воде пију са извора, кладенаца, којих има доста, јер је место „вододражно”, као јачи познати су:
- Крстати кладанац
- Вирови
- Турски кладанац
- Бачевиште

## Тип села
Село је разбијеног типа подељено на мале:
- Заградено
- Присоје
- Фрулачку малу
- Јазвиње
- Селишку малу, итд.

## Постанак села и порекло становништва
Села Вишевце и Барбарушинце постала су од два брата: Ариза и Крагуја које је спахија довео из Призрена.Ариз је заселио село Вишевце, настанивши се на данашњем месту званом Село, на левој страни Барбарушинске реке. Вишевчани се од околних становника одликују тиме што су уопште сви веома вредни и најбољи мајстори у Врањском округу.

## Старине
И ово село је постало од „села” које је било на месту званом Село. У селу Вишевцу постоји и Старо селиште где је данас Селишка мала, ту је доскора било зидина. Данашње је гробље на месту старог гробља, где има и зидина од старе цркве.

## Демографија
У насељу Вишевце живи 77 пунолетних становника, а просечна старост становништва износи 46,5 година (43,3 код мушкараца и 50,1 код жена). У насељу има 39 домаћинстава, а просечан број чланова по домаћинству је 2,36.
Ово насеље је великим делом насељено Србима (према попису из 2002. године).
|  |

| Демографија | Демографија | Демографија |
| Година      | Становника  | Становника  |
| ----------- | ----------- | ----------- |
| 1948.       | 381         |             |
| 1953.       | 397         |             |
| 1961.       | 339         |             |
| 1971.       | 348         |             |
| 1981.       | 291         |             |
| 1991.       | 158         | 158         |
| 2002.       | 92          | 92          |

| Етнички састав према попису из 2002.‍ | Етнички састав према попису из 2002.‍ | Етнички састав према попису из 2002.‍ | Етнички састав према попису из 2002.‍ | Етнички састав према попису из 2002.‍ |
| ------------------------------------ | ------------------------------------ | ------------------------------------ | ------------------------------------ | ------------------------------------ |
|                                      |                                      |                                      |                                      |                                      |
| Срби                                 | Срби                                 |                                      | 89                                   | 96,73%                               |
| Роми                                 | Роми                                 |                                      | 3                                    | 3,26%                                |
| непознато                            | непознато                            |                                      | 0                                    | 0,0%                                 |

| Година пописа     | 1948. | 1953. | 1961. | 1971. | 1981. | 1991. | 2002. |
| ----------------- | ----- | ----- | ----- | ----- | ----- | ----- | ----- |
| Број домаћинстава | 58    | 60    | 67    | 75    | 66    | 42    | 39    |

| Број чланова      | 1  | 2  | 3 | 4 | 5 | 6 | 7 | 8 | 9 | 10 и више | Просек |
| ----------------- | -- | -- | - | - | - | - | - | - | - | --------- | ------ |
| Број домаћинстава | 17 | 10 | 4 | 3 | 3 | 1 | 0 | 0 | 0 | 1         | 2,36   |

| Пол    | Укупно | Неожењен/Неудата | Ожењен/Удата | Удовац/Удовица | Разведен/Разведена | Непознато |
| ------ | ------ | ---------------- | ------------ | -------------- | ------------------ | --------- |
| Мушки  | 42     | 15               | 17           | 10             | 0                  | 0         |
| Женски | 38     | 6                | 18           | 14             | 0                  | 0         |
| УКУПНО | 80     | 21               | 35           | 24             | 0                  | 0         |

| Пол    | Укупно                    | Пољопривреда, лов и шумарство | Рибарство                            | Вађење руде и камена | Прерађивачка индустрија       |
| ------ | ------------------------- | ----------------------------- | ------------------------------------ | -------------------- | ----------------------------- |
| Мушки  | 23                        | 15                            | 0                                    | 0                    | 2                             |
| Женски | 16                        | 13                            | 0                                    | 0                    | 2                             |
| УКУПНО | 39                        | 28                            | 0                                    | 0                    | 4                             |
| Пол    | Производња и снабдевање   | Грађевинарство                | Трговина                             | Хотели и ресторани   | Саобраћај, складиштење и везе |
| Мушки  | 0                         | 0                             | 0                                    | 1                    | 3                             |
| Женски | 0                         | 0                             | 0                                    | 0                    | 0                             |
| УКУПНО | 0                         | 0                             | 0                                    | 1                    | 3                             |
| Пол    | Финансијско посредовање   | Некретнине                    | Државна управа и одбрана             | Образовање           | Здравствени и социјални рад   |
| Мушки  | 0                         | 0                             | 0                                    | 0                    | 1                             |
| Женски | 0                         | 0                             | 0                                    | 1                    | 0                             |
| УКУПНО | 0                         | 0                             | 0                                    | 1                    | 1                             |
| Пол    | Остале услужне активности | Приватна домаћинства          | Екстериторијалне организације и тела | Непознато            | Непознато                     |
| Мушки  | 0                         | 0                             | 0                                    | 1                    | 1                             |
| Женски | 0                         | 0                             | 0                                    | 0                    | 0                             |
| УКУПНО | 0                         | 0                             | 0                                    | 1                    | 1                             |